# Bourbon Mária Terézia spanyol királyi hercegnő
Bourbon Mária Terézia spanyol királyi hercegnő Teljes nevén Mária Teréza Izabella Eugénia (Madrid, 1882. november 12. – Madrid, 1912. szeptember 23.) XII. Alfonz spanyol király és második hitvese, Habsburg–Tescheni Mária Krisztina spanyol királyné második leánya. A szülők 1879. november 29-én keltek egybe.

## Élete

### Származása
Apai nagyszülei: Bourbon Ferenc spanyol király és II. Izabella spanyol királynő
Anyai nagyszülei: Habsburg–Tescheni Károly Ferdinánd főherceg és Habsburg–Lotaringiai Erzsébet Franciska főhercegnő

### Elhunyta
Mária Terézia 1912. szeptember 23-án, csupán 29 évesen távozott az élők sorából, Madridban. Sorsa hasonló nővéréhez, Mária de las Mercédesz hercegnőéhez, akinek halálát 8 évvel korábban szintén gyermekágyi láz okozta. Mária Terézia végső nyughelye az Escorialban van. Özvegye újraházasodott 1914. október 1-jén. Második neje a 33 éves María Luisa de Silva y Fernández de Henestrosa, Pie de Concha grófnője, Talavera de la Reina 1. hercegnője lett. Házasságuk 40 és fél éve során nem született közös gyermekük. María Luisa 1955. április 2-án, 74 esztendősen hunyt el. Ferdinánd három év múlva, 73 évesen halt meg, 1958. április 5-én.

## Házassága
1906. január 12-én hozzáment egy bajor herceghez, aki egyben első unokatestvére is volt, a 21 éves Wittelsbach Ferdinánd Mária Lajos Ferenc Adalbert Martin Bonifác József Izidorhoz, Lajos Ferdinánd bajor herceg fiához.
Frigyük 6 és fél éve alatt négy közös gyermekük született, akik mind spanyol és bajor királyi hercegi címet viseltek:
- Lajos Alfonz (1906. december 6 - 1983. május 14.)
- József Jenő (1909. március 26 - 1966. augusztus 16.), ő 1933. július 25-én nőül vette María de La Ascunción Solange de Mesía y de Lesseps-t, Odiel grófnőjét. Házasságukból négy gyermek jött világra, Mária Krisztina, Fernando János, Mária Terézia és Lajos Alfonz.

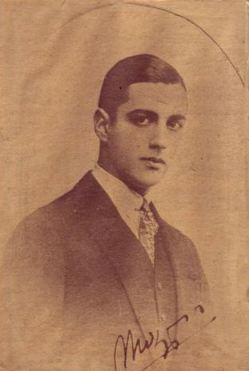
(III.) Herkules (Irakli) grúz herceg 1926-ban

- Mária de las Mercédesz (1911. október 3 - 1953. szeptember 11.), ő 1946. augusztus 29-én feleségül ment Bagrationi Herkules (Irakli) (1909–1977) muhrani herceghez, aki 1957-ben lett III. Herkules néven a grúz királyi ház feje. Frigyükből két gyermek származott, Mária de la Páz és Bagrat.[3]
- Mária del Pilár (1912. szeptember 15 - 1918. május 9.)